# 夏のオトシゴ
『夏のオトシゴ』(なつのおとしご)はアイスピックによる日本の成人向け漫画。2016年発売。
本作は、FANZA同人における2016年の販売数総合ランキングでは119,902本で第4位を獲得した。
2021年現在、累計総販売数はFANZA同人の中で第2位に位置している。

## あらすじ
山岡太郎(やまおかたろう)は、ある日同じクラスの一ノ瀬香奈(いちのせかな)に交際を申し込み、付き合うことになる。付き合っていくにつれて一ノ瀬はコンタクトに変えたり、髪形を変えたりと周囲からも注目を集めるほどに変貌を遂げていく。そして、初デートから約1ヶ月後、遂に2人は親のいない彼の家で初体験をする。
初体験からしばらくたったある日、一ノ瀬は帰り際に教室で化粧ポーチを落として藤池に拾われてしまう。藤池はポーチの中に入っていたコンドームとツーショット写真を見て、一ノ瀬が山岡と付き合っていることを知る。そして、彼氏の退学や周囲への口外をちらつかせて、一ノ瀬の家での「話し合い」を提案する。だが、藤池の真の狙いは華奢でありながらも胸が大きく張り出している一ノ瀬のグラマラスなカラダであった。
山岡に迷惑が掛かってしまうと考えた一ノ瀬は自分の部屋に藤池を招いてしまう。そして、ディープキスや巨乳を揉みしだかれるなどといった長い前戯の後、とうとう一ノ瀬は藤池の巨根で無理矢理犯されてしまうのだった。

## 登場人物

### 一ノ瀬香奈(いちのせかな)
本作のヒロイン。山岡の彼女。巨乳。普段は山岡共々いつも無口かつ静かで、クラスでは目立たない存在となっている。元々は眼鏡をかけていて、髪型はロングヘアーだったが、山岡に告白されたのをきっかけに眼鏡からコンタクトに変え、髪の毛も切ってショートヘアにしている。山岡とは両想いであり、彼から告白されたのを機に自らも好意を寄せていることを明かし、彼と恋人になる。その後山岡とデートを重ねていき、ついに彼で処女を卒業した。

### 山岡太郎(やまおかたろう)
一ノ瀬の彼氏。普段は無口かつ静かで、クラスでは一ノ瀬と共に目立たない存在となっている。前々から一ノ瀬に好意を寄せており、彼女に告白したのを機に両想いであることが判明し、彼女と恋人になる。その後一ノ瀬とデートを重ねていき、ついに彼女で童貞を卒業した。

### 藤池(ふじいけ)
一ノ瀬と山岡と同じクラスの男子。興味を示してない女子をブス呼ばわりしたり、山岡を「あんなヤツ」と呼ぶなど高圧的な性格をしている。多くの女子と性的関係を持っているため、友達から「節操がないのもほどほどにしとけよ」と釘を刺されている。見た目が著しく変化して可愛くなった一ノ瀬を影から狙うようになった。

## 作品への評価
各種サイト、口コミ、SNS上で本作は「伝説のNTR」「NTR作品のきっかけ」などと評価され、どうしてここまでの人気を集めたかが議論された。
また発売された2016年から数年が経過した現在も、作者の正体が一切わからない点、続編の有無などに注目が集められている。

## 書籍情報
アイスピック『夏のオトシゴ』2016年5月2日発売